# Levy Mwanawasa Stadium
Levy Mwanawasa Stadium – to wielofunkcyjny stadion w Ndola w Zambii. Jest aktualnie używany głównie dla meczów piłki nożnej i służy jako stadion domowy dla reprezentacja Zambii w piłce nożnej. Stadion mieści 44 000 osób, posiada bieżnię lekkoatletyczną. Obok stadionu jest treningowe boisko piłkarskie z bieżnią lekkoatletyczną.